# HD 61294
HD 61294，又名BD+38 1803，SAO 60257、HR 2935，是一颗位於天貓座的恒星，视星等为5.73，位于銀經181.06，銀緯25.49，其B1900.0坐标为赤經7h 33m 30.9s，赤緯+38° 25.49′ 24″。